# George Etherege
George Etherege (* um 1635 in Maidenhead, Berkshire; † um 1691 in Paris) war ein englischer Theaterautor, der in der Restaurationszeit von 1660–1688 in England einer der bedeutendsten Autoren der damals in England sehr beliebten Restaurationskomödien war. Für die Jahre von 1685 bis 1689 wurde er als Sir George Etherege, im Auftrag von König Jakob II, der 1668/9 zum Katholizismus konvertiert war, nach Regensburg zum Reichstag entsandt. Als Helfer und Sekretär begleitete ihn Hugh Hughes Er übernahm 1689, nach der verordneten Abordnung von Etherege nach Frankreich, die zu einer Flucht in den Tod wurde, die Position von Etherege als Gesandter am Reichstag. Tatsächlich war Hughes ein verkappter Spion, der von den protestantischen Gegnern des englischen Königs in Holland bezahlt wurde und dessen Berichte für die Holländer und für die protestantische Partei in Deutschland sehr wichtig waren. Die Berichte des Spions über die Tätigkeiten von Etherege, über sein Aufsehen erregendes gesellschaftliches und öffentliches Verhalten in Regensburg sowie über seine Verbindungen zum Schottenkloster und zu dessen mit Etherege befreundeten Abt Placidus Fleming, führten letztlich dazu, dass die Berichte über den intensiven Einsatz von Etherege für den von ihm verehrten katholischen englischen König Charles II., in den Hintergrund gerieten und deshalb von der Geschichtsforschung lange Zeit nicht angemessen berücksichtigt wurden. Stattdessen erfuhren die Berichte des bezahlten Spions Hughes über die ungewöhnlichen öffentlichen Auftritte von Etherege während und nach Wirtshausbesuchen und über sein manchmal auch öffentlich bemerkbares, ungewöhnlich anstößiges Privatleben große Aufmerksamkeit. Das führte in Hinsicht auf die Bewertung der Person Etherege zu einseitigen Schlussfolgerungen und auch zu unzureichenden Erkenntnissen hinsichtlich der Einstellungen von Etherege zum von ihm hoch verehrten König Charles II.

## Leben
Etherege war der älteste Sohn von Captain George Etherege und Mary Powney, die sieben Kinder hatten. Über die frühen Lebensjahre von George Etherege ist nur wenig bekannt. Ort und Zeit von Geburt und Tod sind nicht ganz sicher datierbar.
Nach Aussage eines Neffen starb Etherege im Mai 1692, ein Datum, das heute als sehr wahrscheinlich gilt. In einem Necrologicum des Schottenklosters in Regensburg fand sich der Eintrag: „Er starb in Paris nachdem er zum katholischen Glauben übergetreten war“. Die erwähnte Konversion passt so gut zum Charakterbild von Etherege, dass der Eintrag wohl kaum von den Mönchen erfunden wurde. Dabei ist bemerkenswert, dass seine Konversion zum Katholizismus zu einer Zeit erfolgte, als das nach der Glorious Revolution für einen englischen Politiker mit beruflichem Ehrgeiz ein politischer Selbstmord war.
Einige Jahre am Beginn seines Lebens hat Etherege in Frankreich verbracht. Später besuchte er die Lord Williams’s School in Thame, Oxfordshire. Es mag sein, dass er eine schulische Ausbildung in Cambridge genossen hat, jedoch behauptete John Dennis zu wissen, dass Etherege weder der griechischen noch der lateinischen Sprache mächtig war und bezweifelte daher, dass Etherege dort studiert hatte.
Etherege war zunächst als Anwaltsgehilfe in Beaconsfield tätig und widmete sich später den Rechtswissenschaften in Clement’s Inn, London, einer der Inns of Chancery. Vermutlich reiste er in jungen Jahren mit seinem Vater, der Königin Henrietta Maria während des Bürgerkriegs ins Exil gefolgt war, nach Frankreich. Es wird angenommen, dass Etherege in Paris die frühen Komödien von Molière gesehen hat. Einer Anspielung in einem seiner Stücke hat man entnommen, dass er Roger de Rabutin, den Comte de Bussy, persönlich kannte.

## Die Komödien
Ethereges erstes Stück, The Comical Revenge, or Love in a Tub (1664), war ein Bühnenerfolg und sicherte ihm einen Platz in der Theatergesellschaft. Ungefähr um diese Zeit schloss er Bekanntschaft mit Charles Sackville (Lord Buckhurst, später Earl of Dorset) und gehörte zum Kreis der Court Wits, bei denen John Wilmot (Earl of Rochester), Charles Sedley, George Villiers (Duke of Buckingham), John Sheffield (Earl of Mulgrave) und weitere den Ton angaben. Seine Zeitgenossen nannten George Etherege „gentle George“ oder „easy Etheredge“.
1668 kam seine Komödie She would if she could auf die Bühne, eine klassische Restaurationskomödie voller Witz und Esprit. Spätestens mit diesem Stück machte sich Etherege einen Namen. Zwischen 1668 und 1671 war Etherege Sekretär des Botschafters Sir Daniel Hervey in Konstantinopel, ein Posten, der mit dem Bühnenerfolg in Zusammenhang gebracht wurde.
Acht Jahre war es still um Etherege, bis er mit seinem nächsten Stück aufwartete: The Man of Mode or, Sir Fopling Flutter, eine Komödie, die zu den besten Schauspielen der Epoche zählt und den Weg ebnete für Autoren wie William Congreve. Das Stück war ein großer Erfolg, was vielleicht darauf zurückzuführen ist, dass darin gewisse allseits bekannte Höflinge satirisch aufs Korn genommen wurden. Sir Fopling Flutter war ein Porträt von Beau Hewit, Dorimant war eine Anspielung auf John Wilmot, Medley stand entweder für Etherege selbst oder für Sir Charles Sedley.

## Die Zeit nach den Erfolgen am Theater
Etherege war nachweislich mit John Wilmot (Earl of Rochester) befreundet und gemeinsam mit Rochester in eine Auseinandersetzung verwickelt, in deren Verlauf eine Person ernsthaft verletzt wurde; beide Männer hatten ein Kind mit der Schauspielerin Elizabeth Barry. Die drei gehören zu den Charakteren in dem Film The Libertine (2005), Grundlage dafür war ein Stück von Stephen Jeffreys.
Etherege kehrte der Literatur den Rücken und verlor ein Großteil seines Vermögens beim Glücksspiel. Er wurde 1680 in den Adelsstand erhoben und heiratete die wohlhabende Witwe Mary Sheppard Arnold.

## Als Gesandter am Reichstag in Regensburg
Im Auftrag von König Jacob II, der bereits im Verlauf seines französischen Exils zum Katholizismus konvertiert war, wurde Etherege ab 1685 als Vertreter Englands zum Immerwährenden Reichstag nach Regensburg entsandt. Als Sekretär und Helfer wurde er unterstützt von Hugh Hughes, der später für kurze Zeit auch sein Nachfolger wurde. Bis zum Ende seiner Dienstzeit erkannte Etherege nicht, dass Hughes ein von holländischen Kreisen beauftragter und bezahlter Spion war, der nebenbei auch die Rolle eines sittenstrengen, calvinistischen Eiferers spielen sollte und dementsprechende Berichte lieferte.

### Erste Monate in Regensburg
Offiziell hatte Etherege zunächst nur den Rang eines Resident (ständiger Vertreter) und damit nur den untersten Rang in der damaligen englischen Hierarchie der Diplomaten. Er war damit weder im Rang eines Gesandten (Minister) noch im Rang eines Plenipotentiarius (Bevollmächtigter). Schon bald beklagte er sich über diesen Nachteil, weil er offiziell nicht gleichberechtigt mit seinen Kollegen am Reichstag verhandeln konnte.
In Regensburg bewohnte Etherege das im 16. Jahrhundert erbaute, damals dreigeschossige Haus mit Satteldach am Arnulfsplatz Nr. 4. In diesem Haus sowie öffentlich auf dem Arnulfsplatz vor dem Haus im Zentrum der Stadt veranstaltete er häufig Trinkgelage, auch in Begleitung nur knapp bekleideter Tänzerinnen, die er im von ihm gerne besuchten und noch heute so benannten Gasthaus Zum Walfisch angetroffen hatte. Anfänglich erregte sein häusliches und öffentliches Verhalten das Aufsehen vieler Bürger, wurde Stadtgespräch und verärgerte deshalb auch den Rat der Stadt.
Das anfängliche auffällige Verhalten von Etherege im Stadtgebiet von Regensburg, seine häufigen Wirtshausbesuche, sein Bierkonsum und seine Äußerungen in der Stadt kann man nur verstehen, wenn man die damaligen Auffassungen vieler englischer Adeliger berücksichtigt und ihre Einstellungen zur Lebensführung und zur Arbeit kennt. In England ein adliger gentleman zu sein bedeutete damals, nicht für den eigenen Broterwerb arbeiten zu müssen und Herr seiner selbst zu sein. Wer, wie Etherege, Theaterstücke schrieb, tat das nicht zum Broterwerb, sondern zum Zeitvertreib und zur Erholung. In einigen erhaltenen Briefen betont Ethererege geradezu penetrant, dass er die Arbeit verabscheue und auch in der bayerischen Provinz dem Lebensideal eines Dandys treu zu bleiben gedenke. Ihm wurde aber schnell klar, dass man nur unter Gleichgesinnten auf diese Weise leben konnte. Damit zeigt sich im Laufe der Zeit, dass Etherege sich anpassen konnte und nicht ungeeignet war für die diplomatische Missionen, mit denen er beauftragt wurde. Er fand schnell Zugang zu Menschen aller Schichten und pflegte vertraulichen Umgang sowohl mit Adligen und Geistlichen, als auch mit Schauspielern und Hausangestellten. Seine Weltsicht war gekennzeichnet durch Toleranz und Gelassenheit, durch Galanterie und Grazie, wobei ihn das Wesen der Menschen weniger interessierte als die Art und Weise wie sich die Menschen darstellten, wobei für ihn besonders wichtig war, dass sie unterhaltsam waren.
Etherege bestand immer auf Meinungsfreiheit, wobei ihm Religionsfragen gleichgültig waren. An dogmatischen theologischen Fragen sowie an Diskussionen über unterschiedliche Arten der Gottesverehrung war er völlig uninteressiert. Jedoch waren für ihn Protestanten, wie z. B. die schottischen Presbyterianer der Whig-Richtung politischen Gegner. Er verband sie mit einer von der Welt abgewandten Askese und mit Leibfeindlichkeit, Körperfeindlichkeit und Niedergeschlagenheit. Für ihn waren diese Protestanten tatsächliche oder potentielle Feinde seines Königs und damit waren sie auch seine Feinde.
Viele bisher ausgewertete Briefe von Etherege aus seiner Zeit in Regensburg können den Eindruck erwecken, er habe sich in Regensburg gelangweilt und einsam gefühlt. Dem widersprechen jedoch viele spätere Briefe. Auch ein von ihm selbst verfasster Bericht über die von ihm selbst in die Wege geleitete und organisierte große Festveranstaltung zur Geburt eines katholischen Thronfolgers in England stützt diese Auffassung nicht. Die bisher ausgewerteten Briefe werden im Britischen Museum aufbewahrt und wurden 1927 von Sybil Rosenfeld (1928), später von Frederick Bracher ediert. Jedoch existieren in Regensburg zusätzlich zwei weitere umfangreiche Foliobände, mit Briefen von Etherege an Middleton, die bisher (Stand 2000) noch nicht ausgewertet wurden.
Von vielen Autoren des 20. Jahrhunderts wurde Etherege nicht sehr vorteilhaft beschrieben und als exzentrischer Stutzer dargestellt, der für König Jakob II. nur aufgrund von dessen groben Fehleinschätzungen seiner Fähigkeiten und Neigungen als englischer Geschäftsträger am Reichstag in Regensburg tätig werden konnte. In der damaligen National Biography findet sich zu seiner Entsendung und seinen Tätigkeiten in Regensburg die Aussage: „In Regensburg verbrachte er drei Jahre mit Glückspielen, berichtete nur den dortigen Stadtklatsch nach London und brachte sich in Regensburg in andauernde Schwierigkeiten, indem er sich eine Schauspielerin und Musiker im Haus hielt und ständig um Nachrichten aus dem Theater in London bettelte.“ Auch dieses verzerrte Bild von Etherege beruht hauptsächlich auf zwei Quellen. Die eine Quelle war sein eigenes Verhalten. Er hat sich selbst immer als Genussmensch verstanden und hat sich auch selbst immer gern so verhalten und dargestellt. Zum anderen wurde er in den heimlichen Berichten seines ihm aufgezwungenen Sekretärs Hugh Hughes, der in Wirklichkeit ein holländischer Spion war, dessen eigenen Vorurteilen entsprechend, immer abwertend als eine Person mit ausschweifendem Lebenswandel dargestellt. Jedoch war Etherrege daneben auch ein pflichtbewusster Diplomat, der seinem König mit geradezu religiöser Frömmigkeit treu ergeben war. So schrieb er im März 1686 in einem Brief an den Freund Corbet, dass er auf seinem Posten viel Arbeit zu erledigen hätte und sich der Erledigung diese Pflichten so gut wie möglich erledige. Dabei müsse er seinen Kopf so stark benutzen, dass er seine Leidenschaft für das Spiel habe aufgeben müssen. In vielen weiteren Briefen erteilt er der deutschen Politik und dem Verhandlungsstil hohes Lob, wobei er aber auch das übermäßige Trinken von Bier als deutsche Erbsünde bezeichnet. Immer wieder beklagt Etherege auch, dass bei der Einleitung nicht nur von politischen Verhandlungen, Diskussionen über die Einhaltung des Zeremoniells häufig das Hauptproblem sind, mit dessen Lösung viele Stunden verloren gehen können. Ohne zeremonielle Probleme konnte Etherege nur mit dem französischen Gesandten verkehren, den er für seinen besten Freund in Regensburg hielt.
Etherege als ein früher Anhänger der Restaurationspolitik war ein überzeugter Royalist und dem König Jakob II. in allen Positionen treu ergeben. Als seine Hauptaufgabe am Reichstag in Regensburg sah er die Bekämpfung von Lügen und Verleumdungen, die über König Jakob II in Regensburg ausgestreut wurden. Dabei waren seine beiden größten Feinde Robert Ferguson als Teilnehmer am Argyllaufstand und Gilbert Burnet als Anhänger des Latitudinarismus. Burnet hatte sich den Kalvinisten in Holland angeschlossen, wo er sich auch naturalisieren ließ, nachdem ihn König Jakob II. wegen Landesverrats aus England verbannt hatte. In der Folge wurden die holländischen Kalvinisten sehr aktiv bei der Verbreitung von Lügen über König Jakob, die aber von den Gesandten am Reichstag in Regensburg meist nicht als Lügen erkannt wurden. Das ließ Etherege immer stärker verzweifeln, zumal ihm von den Gesandten am Reichstag auch deutlich gemacht wurde, dass die von ihm befürchtete Invasion der holländischen Kalvinisten in England unwahrscheinlich sei. Außerdem sei die befürchtete Invasion für das Reich nicht so bedeutsam, wie eine eventuelle französischen Verletzungen der im Friede von Nimwegen vereinbarten Waffenruhe.

### Letzte Monate in Regensburg
In neueren Forschungen wurden im Vergleich zu älteren Berichten sehr differenzierte Auffassungen zu Etherege als Person und zu seinem beruflichen Verhalten als Diplomat erarbeitet. Neben vielen Briefen von Etherege gibt es auch einen von ihm selbst verfassten, umfangreichen Bericht, in dem er von einer Veranstaltung berichtet, die er geplant und organisiert hatte. An der Veranstaltung sollten alle Einwohner der Stadt teilnehmen können, um sie mit dem von ihm hoch verehrten englischen König bekannt zu machen. Trotz all seiner vorherigen stadtbekannten frivolen Aktivitäten und trotz seiner moralischen Indifferenz, die von seinem Sekretär Hugh als Zeichen von ausschweifendem Libertinismus beschrieben wurde, war Etherege seinem katholischen König Jakob II. mit nahezu religiöser Frömmigkeit treu ergeben. Das zeigte sich besonders am 25. Juli 1688, als die von Etherege sehnlichst erwartete Nachricht von der Geburt eines Thronfolgers von König Jakob II. in Regensburg eintraf. Der Thronfolger wurde als Kind aus der zweiten Ehe des Königs geboren, von seiner katholischen Ehefrau Katharina, die seit Jahren kinderlos geblieben war, nun aber endlich einen katholischen Nachfolger zur Welt gebracht hatte. Die Geburt machte eine von Etherege befürchtete protestantische Thronfolge unwahrscheinlicher. Der neu geborene Thronfolger erhielt den Namen James Francis Edward Stuart und bot dem 50-jährigen Monarchen die Möglichkeit, England zu rekatholisieren und den Fortbestand der Stuart-Dynastie zu sichern. Die Organisation einer Veranstaltung aus diesem nach seiner Sicht freudigen Anlass war für Etherege nicht nur ein Bedürfnis, sondern nach seiner Auffassung Teil seiner Berufspflicht.

#### Feier zur Geburt des potentiellen englischen Thronfolgers
Die freudig begrüßte Geburt des potentiellen Thronfolgers, des sog. Prince of Wales veranlasste Etherege, unterstützt vom Abt des Schottenklosters St Jakob, Thomas Placidus Fleming, der sich damals vorstellte, später einmal die Nachfolge von Etherege anzutreten, auf dem Arnulfsplatz eine mehrtägige Festveranstaltung zu organisieren an der die gesamte Stadt beteiligt werden sollte. Die Veranstaltung, zu der nicht nur alle Würdenträger des Reichstags geladen wurden, sollte unter Beteiligung von einfachen Bürgern so ablaufen, wie es auch im Heiligen Römischen Reich anlässlich der Krönung von Kaisern in Regensburg üblich war. Der Beginn der Veranstaltung war religiös geprägt, gefolgt von einem weltlichen Teil. Etherege hatte folgenden Ablauf geplant:
- Am ersten Tag um 4 Uhr morgens Eröffnung der Veranstaltung mit vier Böllerschüssen.
- Liturgische Feier in der Schottenkirche bis 12 Uhr mittags für Teilnehmer aller Denomination, begleitet von Trompeten und Zimbeln, die vom Prinzipalkommissar als dem Stellvertreter des Kaisers zur Verfügung gestellt wurden.
- Auf dem Arnulfsplatz vor dem von Etherege bewohnten Haus waren zwei Holzhäuser errichtet worden. In einem der Häuser wurde ein ganzer Ochse gebraten, was bis dahin in Regensburg nur bei Kaiserkrönungen üblich war.
- Das zweite Holzhaus war als dreieckige Triumphpyramide gestaltet, deren Spitze mit einer Kaiserkrone geziert war. Auf einer Empore spielte ein Oboen-Oorchester.
- Errichtet wurde ein künstlicher Felsen, geschmückt mit Bannern von England, Schottland, Frankreich und Irland, begleitet von drei lebensgroßen, aus Holz geschnitzten Tieren, zwei Löwen und ein Einhorn, als den Wappentieren von England und Schottland. Aus den Mäulern von Löwen und Einhorn floss Wein. Gekrönt wurde das Ensemble vom Gott Bacchus.
- Für das Festessen hatte Etherege im Umfeld der Stadt von 30 englischen Meilen alles Geflügel und Wildbret aufgekauft.
- Für jeweils 45 geladene Gäste wurden dreimal 52 verschiedene Gerichte serviert.
- Im Verlauf der Feier wurde für die anwesende Bevölkerung das Holzhaus eingerissen, so dass der gebratene Ochse für alle verfügbar war. Zusätzlich gab es 20 Dutzend Brote und reichlich Wein. Insgesamt wurden fast 800 Liter Wein ausgeschenkt.
- Für den zweiten Tag der Veranstaltung hatte Etherege das einfache Volk aufgerufen, sich erneut auf dem Arnulfsplatz zu versammeln. Zuvor hatte er in die Räume des von ihm bewohnten Hauses einige vornehme Damen und Herren aus Stadt und Umgebung geladen, die von dort aus Blick auf den Arnulfsplatz hatten. Dann warf er aus einem Vorrat von 400 Silberstücken einige Handvoll aus dem Fenster unter das auf dem Platz stehende einfache Volk und forderte die ebenfalls mit Silberstücken versorgten Damen und Herren auf, es ihm nachzutun. Wie erwartet gab es auf dem Arnulfsplatz eine heftige Prügelei um die Silberstücke, was Etherege zu einer weiteren Eskalierung nutzte. Alle seine Diener warfen 400 gezündete Knallfrösche aus den Fenstern in die sich auf dem Platz raufende Menge. Das hatte eine eindrucksvolle Wirkung, die bei den Besuchern viel Gelächter auslöste.
- Abends wurde das gesamte Haus von außen mit vielen Fackeln und von innen mit einer Vielzahl von Lüstern illuminiert.
- Das anschließende Bankett, an dem auch so viel wie möglich Bürgerfrauen und Zimmermädchen teilnehmen konnten, dauerte mit 400 Personen bis zum frühen Morgen.
- Am dritten Tag waren der Magistrat und der Rat der Stadt geladen. Nach Aussagen der Teilnehmer wurden sie so bewirtet und mit Wein versorgt, wie sie es bisher noch nie erlebt hatten. Der Rat bedankte sich durch Erlass der Kosten für die Böllerschüsse. Das aber wurde von Etherege mit dem Argument abgelehnt, dass ihm als Veranstalter besonders die Böllerschüsse sehr wichtig waren als Salut und als Huldigung für den neu geborenen Thronfolger, zumal ihm das geplante Brilliantfeuerwerk vom Rat der Stadt nicht gestattet worden war, weil das städtische Pulvermagazin zu nah benachbart war.

Als Fazit ist bemerkenswert, dass sich Etherege, der so häufig die Etikette und die Förmlichkeiten der Reichsstadt verachtet hatte, bei dieser Geburtstagsfeier einem Zerimonell gefolgt war, das bis in Einzelheiten in Regensburg üblich war bei Krönungen von Königen. Letztendlich hat Etherege sogar die Kosten der Veranstaltung teilweise selbst getragen, weil er später auf sein damals noch nicht ausgezahltes letztes Jahresgehalt verzichtete.

#### Die Abordnung nach Frankreich wird zur Flucht in den Tod
Im Januar 1689 wurde Etherege nach dreieinhalb Dienstjahren in Regensburg überraschend nach Paris abgeordnet. Er trat die Abreise sofort an, als er erfuhr, dass in England der von ihm verehrte König Charles II. im Verlauf der Glorious Revolution abgesetzt worden war und ins Exil nach Frankreich geflüchtet war. Die bis dahin in England geltenden diskriminierenden Regelungen für Protestanten galten von nun an für die Katholiken. In Regensburg geriet die erst kürzlich veranstaltete Feier für den im Juli 1688 geboren katholischen Thronfolger des Königs, James Francis Edward Stuart, schnell in Vergessenheit.
Auch die Abordnung von Etherege nach Frankreich war eine unmittelbare Folge der erfolgreichen Glorious Revolution, mit der die Politik der religiösen Toleranz, die König Jakob II., der selbst 1668 zum Katholizismus konvertiert war, in England betrieben hatte. König Jakob II. wurde abgesetzt und ihm folgte nicht sein zur Thronfolge berechtigter, jüngst geborener Sohn James Francis Edward, sondern seine protestantische Tochter Maria II. aus seiner ersten Ehe, gemeinsam mit ihrem Gemahl Wilhelm von Oranien. Er war ein Neffe von König Jakob und wurde nach seiner Heirat auch sein Schwiegersohn.
Etherege wurde von der Entwicklung in England völlig überrascht. Er musste nachträglich feststellen, dass er in Regensburg den Kontakt mit England und mit den dort ablaufenden Entwicklungen völlig verloren hatte. Die in England wirksamen geistigen Strömungen hatte er nicht wahrgenommen und er kannte auch die entscheidenden Faktoren der Meinungs- und Gesinnungsbildung in der englischen Bevölkerung nicht. Alle Ereignisse hatte er in Regensburg nur mit den Augen des von ihm geliebten Königs Jakob gesehen und mit dessen Sicht hatte Etherege total falsch gelegen. Selbst in Regensburg musste Etherege fassungslos feststellen, dass die Mehrzahl der einflussreichen Geschäftsträger und auch viele Fürsten den Veränderungen in England zustimmten und in das Lager des neuen Königs Wilhelm III. (Oranien) überwechselten. Als dann auch in England seine Landsleute den neuen Verhältnissen zustimmten, begann er sogar seine Landsleute zu hassen. Mit vielen Briefen an das Schatzamt in England forderte Etherege sein noch ausstehendes Jahresgehalt ein, verkaufte seine Pferde und verschenkte seine Jagdhunde. Die noch ausstehenden Zahlungen für die Festveranstaltung zur Geburt des Thronfolgers und sein noch ausstehendes Jahresgehalt trafen zwar noch im Januar in Regensburg ein, wurden dort aber nach der bereits erfolgten Abreise von Etherege von seinem Nachfolger Hughes beschlagnahmt. In Paris traf Etherege auf den nach seiner Flucht dort ebenfalls im Exil lebenden ehemaligen König Jakob II.
Etherege starb in Paris, vermutlich bereits 1691, denn Narcissus Luttrell merkt im Februar 1692 an, dass Sir George Etherege, ehemals Botschafter von König Jakob II. in Wien, in Paris verstorben sei.

### Hugh Hughes
Der im Auftrag von Holland arbeitende Spion Hughes hatte am Ende gesiegt und verblieb zunächst als Sekretär in Regensburg. Etherege war zwar bereits früh aufmerksam geworden und hatte Verdacht geschöpft, als er erfahren musste, dass seine an den Staatssekretär in London abgeschickten Briefe auch von Gesandten auf dem Reichstag in Regensburg zitiert wurden. Zunächst hatte er aber nicht Hughes als Verräter in Verdacht, sondern beschuldigte seine vorgesetzte Dienststelle in London, die das aber brüsk zurückwies. Heute ist gesichert, dass Hughes alle Berichte von Etherege kopiert hat und bis 1688 an den holländischen Gesandten Valkenier weitergab. Valkenier war ein leidenschaftlicher Anhänger Wilhelms von Oranien und ließ in Regensburg ein Manifest drucken, in dem behauptet wurde, dass der jüngst geborene englische Kronprinz, dessen Geburt von Etherege in Regensburg groß gefeiert worden war, ein untergeschobenes Kind sei. Etherege hatte alles versucht, den Druck des Manifests zu verhindern, und dafür auch die Zusage des Prinzipalkommissars und des Magistrats der Stadt erhalten. Erst nach diesem Vertrauensbruch wurde Etherege klar, dass er auf dem Reichstag in Regensburg von vornherein auf verlorenem Posten für die Anerkennung von Jakob II als König von England kämpfte. Für Kaiser und alle Fürsten des Reichs war Frankreich der Hauptfeind. König Jakob II. von England und mit ihm Etherege waren auf Seiten von Frankreich Parteigänger des Feindes und wurden als solche ins Abseits gedrängt.
Als sich die Lage hinsichtlich der Nachfolge als König von England für Wilhelm III. (Oranien) beruhigt hatte, wurden die Berichte des Spions Hughes aus Regensburg nicht mehr benötigt. Hughes wurde für seine Tätigkeit als Spion nicht extra belohnt und verblieb als Sekretär mit einem nur sehr geringen Gehalt in Regensburg. Er blieb seiner Obsession als Kopfjäger von Jesuiten treu und vermutete überall geplante Anschläge von Katholiken und papistische Unterwanderungen. Besondere Aufmerksamkeit widmete er dem Schottenkloster in Regensburg, als einem gegen Holland gerichteten Spionagezentrum mit dem Abt Fleming als einem potentiellen Mörder Wilhelms von Oranien. Das Verhalten von Hughes wurde bald so absurd, dass er 1692 nach England zurückberufen wurde. Dort betrieb er seine Rehabilitation, war dann erneut für zwei Jahre in Regensburg und betrieb dort erneut Jesuitenjagd. Die letzte Nachricht von Hughes stammt aus Wien, wo er noch 13 Jahre nach Ethereges Tod ein hohes diplomatisches Amt bekleidete.

## Ausgaben
- The Man of Mode. Ed. John Barnard. London und New York, 1979 [1993].
- The Plays of Sir George Etherege. Ed. Michael Cordner. Cambridge, London, New York 1982.
- The Poems of Sir George Etherege. Ed. J. Thorpe. Princeton 1963.
- The Letters of Sir George Etherege. Ed. Frederick Bracher. London, 1974.